# フランク・ブラナ
フランク・ブラナ（Frank Braña、1934年2月24日 - 2012年2月13日）は、スペインの俳優である。フランシスコ・ブラナ（Francisco Brana）とクレジットされることもあった。

## 人物
俳優としての特徴
アストゥリアス州の生まれ。1960年頃から俳優活動を開始し、主に母国スペインでロケされたマカロニ・ウエスタンをはじめとするアクション映画の屈強な悪役として活躍した。出演作品はテレビ作品も含めて膨大であり、クレジットされない場合も少なからずあった。エウヘニオ・マルティン監督の『ガンクレイジー』（1966年）の序盤で早々に撃たれるお尋ね者など、端役であっても印象的なものが少なくない。日本では未公開だが、ジョージ・マーティン主演の『三人のスーパーマン』シリーズには3人の主役の一人を演じた。尚、日本では出演作品の公開は多くは無いが、2000年代ま初頭まで出演活動を続け、『新リバイアサン/リフト』（1989年）が劇場公開され、VHS化された一部の未公開作品もレンタルビデオを通じて接することが出来た。
ハリウッド大作にも出演
1950年代の末から『誇りと情熱』（1957年）、『ソロモンとシバの女王』（1958年）、『アラビアのロレンス』（1962年）等の史劇スペクタクル大作がハリウッドよりも人件費の安価なスペインで撮影された。この流れで当地の大勢の俳優やスタッフがそう言った作品群に参加するに至った。また、更にマカロニ・ウエスタンの隆盛に拠ってスペインのアンダルシアはヨーロッパのハリウッドと呼ばれる程に活況を呈した。
ブラナもニコラス・レイ監督の『キング・オブ・キングス』（1961年）やデーヴィッド・リーン監督の『ドクトル・ジバゴ』（1965年）、フランクリン・J・シャフナー監督の『ニコライとアレクサンドラ』（1971年）など自国で撮影されたハリウッド超大作にもエキストラに近い端役で参加している。また、小品だが、英国のピーター・コリンスン監督の人間狩りを題材にした『ダーティハンター』（1974年）にも出演し、ウィリアム・ホールデン、ピーター・フォンダ、ジョン・フィリップ・ロウ、リチャード・リンチと言った個性派俳優が主な役どころを占めていた。

## 出演作品
- 『ガンクレイジー』The Ugly Ones（1966年）
- 『三人のスーパーマン』シリーズ（日本未公開）
- 『キング・オブ・キングス』（1961年）
- 『ドクトル・ジバゴ』（1965年）
- 『ニコライとアレクサンドラ』（1971年）
- 『荒野の用心棒』（1964年）
- 『荒野の群盗』Joaquín Murrieta（1964年）
- 『夕陽のモヒカン族』The Last Tomahawk（1965年）
- 『荒野の棺桶』Una bara per lo sceriffo（1965年）
- 『ネブラスカの一匹狼』（1965年）
- 『夕陽のガンマン』（1965年）
- 『続・さすらいの一匹狼』（1965年）
- 『復讐のガンマン』（1966年）
- 『続夕陽のガンマン 地獄の決斗』（1966年）
- 『必殺の用心棒』（1966年）
- 『情無用のジャンゴ』（1966年）
- 『テキサス群盗団』（1966年、日本未公開）
- 『つむじ風のキッド』（1967年）
- 『血斗のジャンゴ』（1967年）
- 『ジャンゴは許さず』（1967年、未ソフト化）
- 『情無用のならず者』（1967年）
- 『ウエスタン』（1968年）
- 『無頼漢戦隊』Suicide Commandos（1968年）
- 『西部の無頼人』Lo voglio morto（1968年、日本未公開）
- 『怒りの用心棒』（1969年、日本未公開）
- 『追跡者ガリンゴ』Garringo（1969年、日本未公開）
- 『さすらいの盗っ人野郎 サンタナ』（1970年、日本未公開）
- 『サルタナがやって来る 虐殺の一匹狼』（1971年、日本未公開）
- 『墓場と呼ばれた男』（1971年、未ソフト化）
- 『空手アマゾネス』（1973年）
- 『ダーティハンター』（1974年）
- 『スーパーソニック・マン』Supersonic Man（1979年、日本未公開）
- 『新・地底探検』Where Time Began（1981年、日本未公開）
- 『ハンドラ』（1982年）
- 『ブラッド・ピーセス』 Pieces （1982年、日本未公開）
- 『キリング・マシーン 怒りの爆走』（1983年、日本未公開）
- 『魔境のガン・ファイター』（1984年、日本未公開）
- 『イエロー・ヘアー 黄金の首』（1984年、日本未公開）
- 『スラッグス』（1988年、日本未公開）
- 『新リバイアサン/リフト』（1990年）

※クレジットに名の無い作品もあった。